# Giovanni Intini

Wappen von Giovanni Intini als Erzbischof von Brindisi-Ostuni

Wappen von Giovanni Intini als Bischof von Tricarico

Giovanni Intini (* 28. Dezember 1965 in Gioia del Colle, Metropolitanstadt Bari) ist ein italienischer Geistlicher und römisch-katholischer Erzbischof von Brindisi-Ostuni.

## Leben
Giovanni Intini studierte Theologie am Päpstlichen Regionalseminar Pio XI in Molfetta und empfing am 29. Juni 1990 das Sakrament der Priesterweihe für das Bistum Conversano-Monopoli. Dort wirkte er bis 1995 als Pfarrvikar und Spiritual des Knabenseminars. Dessen Leitung übernahm Intini 1998 als Rektor und behielt diese Stellung bis 2007. Anschließend war er bis 2014 Spiritual des Regionalseminars von Molfetta, an dem er selbst studiert hatte. Anschließend wurde er Erzpriester der Konkathedrale Maria Santissima della Madia in Monopoli und war bischöflicher Delegierter für die Ausbildung des Klerus.
Am 7. Dezember 2016 ernannte ihn Papst Franziskus zum Bischof von Tricarico. Der Bischof von Conversano-Monopoli, Giuseppe Favale, spendete ihm am 22. Februar des folgenden Jahres die Bischofsweihe. Mitkonsekratoren waren der Apostolische Nuntius auf den Philippinen, Erzbischof Giuseppe Pinto, und der emeritierte Bischof von Conversano-Monopoli, Domenico Padovano.
Papst Franziskus bestellte ihn am 9. Dezember 2022 zum Erzbischof von Brindisi-Ostuni. Die Amtseinführung fand am 10. Februar 2023 statt.